# 1338
- Wikisource

| Calendário gregoriano                                                        | 1338 MCCCXXXVIII                                     |
| Ab urbe condita                                                              | 2091                                                 |
| Calendário arménio                                                           | 787 – 788                                            |
| Calendário bahá'í                                                            | -506 – -505                                          |
| Calendário budista                                                           | 1882                                                 |
| Calendário chinês                                                            | 4034 – 4035 Início a 21 de janeiro (aproximadamente) |
| Calendário copta                                                             | 1054 – 1055                                          |
| Calendário etíope                                                            | 1330 – 1331                                          |
| Calendários hindus - Vikram Samvat - Calendário nacional indiano - Cáli Iuga | 1393 – 1394 1259 – 1260 4438 – 4439                  |
| Calendário Holoceno                                                          | 11338                                                |
| Calendário islâmico                                                          | 738 – 739                                            |
| Calendário judaico                                                           | 5098 – 5099                                          |
| Calendário persa                                                             | 716 – 717                                            |
| Calendário rúnico                                                            | 1588                                                 |
| Calendário solar tailandês                                                   | 1881                                                 |

1338 (MCCCXXXVIII, na numeração romana) foi um ano comum do século XIV do Calendário Juliano, da Era de Cristo, e a sua letra dominical foi D (53 semanas), teve início a uma quinta-feira e terminou também a uma quinta-feira.
| Ano completo                        |
| ----------------------------------- |
| Ano comum com início à quinta-feira |

## Eventos
- Revolta de Gante contra o conde de Flandres.

## Nascimentos
- 4 de janeiro — Maomé V, oitavo sultão do Reino Nacérida de Granada entre 1354 e 1391, com um interregno  (m. 1391).
- 31 de janeiro — rei Carlos V de França  (m. 1380).
- 3 de fevereiro — Joana de Bourbon, consorte de Carlos V de França  (m. 1378).

## Mortes
- 23 de maio — Alice de Warenne, nobre inglesa e herdeira aparente do Condado de Surrey  (n. 1287); casada com Edmundo Fitzalan, 2.º Conde de Arundel.
- 4 de agosto — Tomás de Brotherton, conde de Norfolk  (n. 1300).
- Afonso Frederico da Sicília — senhor de Negroponte  (n. 1317).